# Processus coronoïde de l'ulna
Ne doit pas être confondu avec Processus coronoïde de la mandibule.
Le processus coronoïde de l'ulna, aussi appelé apophyse coronoïde du cubitus en ancienne nomenclature anatomique, est un processus pyramidal quadrangulaire, horizontal et antérieur qui, avec l’olécrâne, constitue l’extrémité supérieure de l’ulna.

## Description
Sa base est continue avec la diaphyse et très résistante.
Son sommet est pointu en forme de bec légèrement incurvé vers le haut. Pendant la flexion de l'avant-bras, il se loge dans la fosse coronoïde de l'humérus.
Sa surface supérieure est lisse, concave et forme la partie inférieure de l'incisure trochléaire.
Sa face antéro-inférieure est concave, et marquée par une empreinte rugueuse pour l'insertion du muscle brachial. A la jonction de cette surface avec le devant de la diaphyse est une éminence rugueuse, la tubérosité de l'ulna, qui donne insertion à une partie du muscle brachial et son bord latéral donne insertion à la corde oblique de la membrane interosseuse de l’avant-bras.
Sa surface latérale présente une étroite dépression articulaire oblongue, l'incisure radiale.
Sa face médiale présente le tubercule sublime, une petite éminence arrondie qui est une origine du chef huméro-ulnaire du muscle fléchisseur superficiel des doigts. Derrière cette éminence, une petite dépression reçoit une partie de l'origine du muscle fléchisseur profond des doigts. Une crête descend de l'éminence qui sert d'origine au chef ulnaire du muscle rond pronateur. Le bord libre sert à la fixation d'une partie du ligament collatéral ulnaire.

## Anatomie fonctionnelle
Il stabilise l'articulation du coude et empêche son hyperflexion,.

## Aspect clinique
Le processus coronoïde peut être fracturé à partir de sa facette antéro-médiale,. Elle est rarement isolée.
Elle peut être classée selon la classification de Regan et Morrey en fonction du niveau d'atteinte du processus :
- type 1 : extrémité du processus.
- type 2 : moitié antérieure du processus.
- type 3 : moitié postérieure du processus